# منتخب العراق لكرة القاعدة
منتخب العراق لكرة القاعدة هو ممثل العراق الرسمي في المنافسات الدولية في كرة القاعدة
.